# 非裔德国人
非裔德国人（德語：  Afrodeutsche)  又稱德國黑人（德語：schwarze Deutsche） ，是对居住在德国或拥有德国国籍、有撒哈拉以南非洲血统的族群的统称。
第二次世界大战结束后，德国的汉堡、法兰克福等地都有一定數量的非裔人口。随着现代贸易的发展以及移民的到來，法兰克福、柏林以及科隆等地的非裔德国人人口出现了大幅上升。截至2020年，全德8300万人口中约有100万非裔人口。

## 历史
1720年代，生于加纳的非裔德国哲学家安东·威廉·阿莫曾接受一德意志公爵资助，成为了首位入读欧洲大学的非洲人；阿莫在完成学业后从事哲学方面的教學以及写作。后来很多德国位於非洲西海岸领地（主要是黃金海岸）的奴隸被賣到德国。
1884年柏林西非會議过后，非洲被欧洲各国瓜分。大湖地区和西非被劃給德國，许多大湖地区和西非當地的非洲人來到德国接受教育。其中有些在德国学院和大学獲得了高等教育学位。
納粹德國时期，德国非裔族群的处境恶化。已入籍德國的非裔人也被剝奪國籍。而且很多德國雇主无法留用或雇用非裔雇员。纽伦堡法案還规定禁止非裔人群与雅利安人发生性关系以及结婚。
自1981年起，越來越多的非洲国家移民前往德國，其中以尼日利亚和加纳為主流。
| 出生國         | 德國境內人數 (2021) |
| -------------- | ------------------- |
| 奈及利亞       | 83,000              |
|                | 75,000              |
|                | 66,000              |
| 喀麦隆         | 41,000              |
| 南非           | 34,000              |
|                | 30,000              |
| 衣索比亞       | 27,000              |
|                | 22,000              |
| 多哥           | 20,000              |
|                | 16,000              |
| 安哥拉         | 15,000              |
| 几内亚         | 17,000              |
| 塞内加尔       | 15,000              |
| 刚果民主共和国 | 14,000              |
| 刚果共和国     | 10,000              |
| 乌干达         | 6,500               |
|                | 6,000               |
| 苏丹           | 5,000               |
| 卢旺达         | 5,000               |
|                | 4,000               |
| 坦桑尼亚       | 4,100               |
|                | 4,000               |
|                | 3,000               |
| 利比里亚       | 2,000               |
| 布吉納法索     | 2,100               |
| 莫桑比克       | 2,100               |
|                | 1,000               |
| 尚比亞         | 1,000               |